# Pareuplexia ochreistigma
Pareuplexia ochreistigma là một loài bướm đêm trong họ Noctuidae.